# Coínco
Coínco est une commune du Chili faisant partie de la province de Cachapoal, elle-même rattachée à la Région O'Higgins. En 2012, sa population s'élevait à 6 733 habitants. La superficie de la commune est de 98 km2 (densité de 69 hab/km2). La commune est créée en 1872. Coínco se trouve dans la Vallée centrale du Chili à environ 100 kilomètres au sud-ouest de la capitale Santiago et 10 kilomètres à l'ouest-sud-ouest de Rancagua capitale de la province de Cachapoal. Le territoire de la commune se trouve dans la vallée du rio Cachapoal à une altitude d'environ 340 mètres au pied d'une chaine de montagnes dont la crête parallèle à la vallée s'élève à 1 500 mètres. L'activité principale est agricole. Il y a quelques entreprises du secteur agro-alimentaire notamment l'usine d'eau minérale Cachantún.

Position de Coínco (en rouge) au sein de la Province de Cachapoal.